# Передмістя (фільм)
«Передмістя» (англ. The 'burbs) — американська кінокомедія 1989 року.

## Сюжет
Головний герой фільму Рей Пітерсон вирішив відпочити в передмісті, де завжди панувала лінь і умиротворення, але після його появи вони зникли без сліду. Його завданням було спокійно відпочити тиждень, погуляти в піжамі, читаючи газети, але на превеликий жаль відпочинок перетворюється на кошмар. По сусідству з ним оселилися сусіди Клопеки, у яких дивні манери: ніхто не бачив, щоб вони спали і ніколи ні з ким не розмовляли. А ночами можна почути дивні звуки з їх льоху. Одного дня кудись зникає дід Волтер. Ось тоді жителі і вирішують, що до цього причетна сім'я Клопеків. У повній бойовій готовності, з рушницями і лопатами, вони вирушають до їхнього будинку, а там їх чекає неймовірне відкриття...

## У ролях
- Том Генкс — Рей Пітерсон
- Брюс Дерн — Марк Рамсфілд
- Керрі Фішер — Керол Пітерсон
- Рік Дукомман — Арт Вейнгартнер
- Корі Фельдман — Рікі Батлер
- Венді Шаал — Бонні Рамсфілд
- Генрі Гібсон — д-р Вернер Клопек
- Кортні Ґейнс — Ганс Клопек
- Дік Міллер — сміттяр Вік
- Роберт Пікардо — сміттяр Джо
- Ренс Говард — детектив
- Кевін Ґейдж — поліціянт